# 地区语言
地区语言，或称地方语言、区域语言，指的是在一个主权国家的某一地区使用的语言。
在国际上，就《歐洲區域或少數民族語言憲章》而言，“区域或少数民族语言”是指在一个国家的特定领土内，由该国人口少于国内其他国民之群体在传统上使用的语言，并且其与该国的官方语言不同。
对区域或少数民族语言的承认不能与承认为官方语言混为一谈。